# Casa Holbeche
Casa Holbeche (numită în unele texte, Holbeach sau Holbeache) este un conac situat la aproximativ 1,6 km nord de Kingswinford⁠(d), astăzi în burgul metropolitan Dudley⁠(d), dar istoric în Staffordshire. Unii membri ai complotului prafului de pușcă au fost omorâți sau prinși la casa Holbeche în 1605. 

## Complotul prafului de pușcă

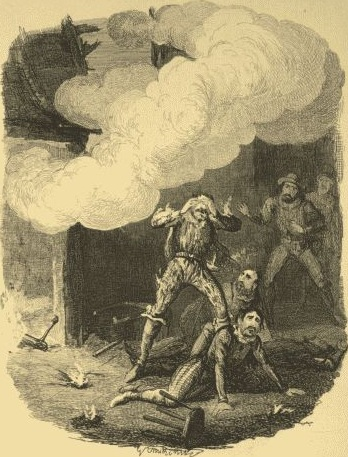
Explozia de la Holbeche, ilustrată de George Cruikshank (1792-1878)

Complotul prafului de pușcă a fost tentativa unui mic grup de catolici englezi provinciali de a arunca în aer Camera Lorzilor în timpul deschiderii lucrărilor Parlamentului⁠(d), ucigându-i astfel pe Iacob I și pe curtea sa, ca preludiu al unei revolte în timpul căreia ar fi urmat să fie instaurată o monarhie catolică pe tronul englez. 
După eșecul complotului, fugarii s-au adăpostit în casa Holbeche, deținută de Stephen Lyttelton⁠(d). Ei luaseră provizii de la castelul Warwick⁠(d) pe 6 noiembrie și arme și praf de pușcă de la Hewell Grange⁠(d) pe 7 noiembrie, dar pulberea s-a udat în ploaie. După ce au ajuns la casa Holbeche cam la orele 10 pm, câțiva au fost răniți când praful de pușcă lăsat să se usuce în fața focului s-a aprins de la o scânteie rătăcită. A doua zi, aproape de amiază, 8/18 noiembrie 1605, casa a fost înconjurată de o poteră în frunte cu Richard Walsh⁠(d) (șeriful Worcestershire-ului⁠(d)), care inițial îi căuta pe cei responsabili de atacul de la castelul Warwick. Majoritatea complotiștilor au fost fie uciși, fie răniți în lupta care a urmat. Unele ziduri încă mai au găuri de la gloanțele de muschetă folosite în asaltul casei din 1605. Cei care încă erau în viață au fost duși la Londra și ulterior au fost judecați și executați.

## Casa
Clădirea a fost construită în jurul anului 1600. Casa originară are un bloc central format din trei travee, cu două etaje și o mansardă cu lucarne și cu aripi laterale cu frontoane în stil olandez⁠(d) la fiecare capăt. În interior s-au păstrat o parte din lambriurile de lemn originare. Noi fațade au fost adăugate la începutul secolului al XIX-lea, iar casa a fost ulterior extinsă. 
În 1951, a devenit monument istoric de gradul II⁠(d), sub denumirea de Holbeache House. Astăzi, acolo funcționează un azil privat de bătrâni, administrat de Four Seasons Health Care⁠(d).